# Zabytów
Zabytów – wieś w Polsce położona w województwie lubelskim, w powiecie zamojskim, w gminie Skierbieszów.
| SIMC    | Nazwa   | Rodzaj    |
| ------- | ------- | --------- |
| 0898981 | Dąbrowa | część wsi |

W latach 1975–1998 miejscowość administracyjnie należała do województwa zamojskiego.
Wieś jest sołectwem w gminie Skierbieszów. Według Narodowego Spisu Powszechnego z roku 2011 wieś liczyła 114 mieszkańców.
Wierni Kościoła rzymskokatolickiego należą do parafii Świętego Krzyża w Kalinówce.